# Kabinett Menderes II
Das Kabinett Menderes II war die 20. Regierung der Türkei, die vom 9. März 1951 bis zum 17. Mai 1954 von Adnan Menderes geführt wurde.
Die Parlamentswahl am 14. Mai 1950 verlor die seit Gründung der Türkei regierende Cumhuriyet Halk Partisi. Wahlgewinner war die 1946 gegründete Demokrat Parti von Menderes. Nachdem Parteigründer Celâl Bayar am 22. Mai 1950 von der Nationalversammlung zum Staatspräsidenten gewählt wurde, ernannte er Menderes zum Ministerpräsidenten. Im folgenden Jahr löste Menderes seine Regierung auf, wurde von Staatspräsident Bayar aber erneut mit der Regierungsbildung beauftragt.
Die Regierungszeit endete mit der Parlamentswahl am 2. Mai 1954.

## Regierung
| Titel                                                                      | Name                                                     | Partei | Amtszeit |
| -------------------------------------------------------------------------- | -------------------------------------------------------- | --- | --- |
| Ministerpräsident                                                          | Adnan Menderes                                           | DP | |
| Stellvertretender Ministerpräsident                                        | Samet Ağaoğlu                                            | DP | 9. März 1951 – 10. November 1952 |
| Staatsminister                                                             |                                                          | | |
| Fethi Çelikbaş                                                             | 8. April 1953 – 28. Mai 1953 DP                          | | |
| Refik Şevket İnce Fevzi Lütfi Karaosmanoğlu Muammer Alakant Celal Yardımcı | DP                                                       | 9. März 1951 – 30. März 1951 18. Juni 1951 – 2. Dezember 1951 1. November 1952 – 8. April 1953 8. April 1953 – 17. Mai 1954 | |
| Justizminister                                                             | Rüknettin Nasuhioğlu Osman Şevki Çiçekdağ                | DP | 9. März 1951 – 10. November 1952 10. November 1952 – 17. Mai 1954                                                                      |
| Verteidigungsminister                                                      | Hulusi Köymen Seyfi Kurtbek Kenan Yılmaz                 | DP | 9. März 1951 – 10. November 1952 10. November 1952 – 1. November 1953 1. November 1953 – 17. Mai 1954                                  |
| Innenminister                                                              | Halil Özyörük Fevzi Lütfi Karaosmanoğlu Etem Menderes    | DP | 9. März 1951 – 20. Oktober 1951 2. Dezember 1951 – 7. April 1952 1. August 1952 – 17. Mai 1954                                         |
| Außenminister                                                              | Fuat Köprülü                                             | DP | |
| Finanzminister                                                             | Hasan Polatkan                                           | DP | |
| Bildungsminister                                                           | Tevfik İleri Rıfkı Salim Burçak                          | DP | 9. März 1951 – 8. April 1953 8. April 1953 – 17. Mai 1954                                                                              |
| Minister für öffentliche Arbeiten                                          | Kemal Zeytinoğlu                                         | DP | |
| Minister für Gesundheit und soziale Sicherheit                             | Ekrem Hayri Üstündağ                                     | DP | |
| Minister für Zölle und Monopole                                            | Rıfkı Salim Burçak Nuri Özsan Sıtkı Yırcalı Emin Kalafat | DP | 9. März 1951 – 26. Oktober 1951 26. Oktober 1951 – 2. Dezember 1951 2. Dezember 1951 – 18. September 1952 8. April 1953 – 17. Mai 1954 |
| Verkehrsminister                                                           | Seyfi Kurtbek Yümnü Üresin                               | DP | 9. März 1951 – 10. November 1952 10. November 1952 – 17. Mai 1954                                                                      |
| Minister für Wirtschaftsansiedlungen                                       | Hakkı Gedik Sıtkı Yırcalı                                | DP | 9. März 1951 – 14. Dezember 1951 18. September 1952 – 17. Mai 1954                                                                     |
| Minister für Wirtschaft und Handel                                         | Muhlis Ata Enver Güreli Fethi Çelikbaş                   | DP | 9. März 1951 – 1. November 1952 1. November 1952 – 27. Mai 1953 28. Mai 1953 – 17. Mai 1954                                            |
| Landwirtschaftsminister                                                    | Nedim Ökmen                                              | DP | |
| Arbeitsminister                                                            | Nuri Özsan Samet Ağaoğlu Hayrettin Erkmen                | DP | 9. März 1951 – 10. November 1952 10. November 1952 – 8. April 1953 8. April 1953 – 17. Mai 1954                                        |